# Тайфун над Нагасакі
«Тайфун над Нагасакі» (фр. Typhon sur Nagasaki) — французько-японський фільм-драма 1957 року, поставлений режисером Івом Чампі з Даніель Дар'є та Жаном Маре в головних ролях.

## Сюжет
Французький інженер П'єр Марсак (Жан Маре) приїжджає в Нагасакі для роботи за контрактом на нафтопереробному заводі задля впровадження свого винаходу. У будинку, в якому він поселяється, він знайомиться з донькою хазяїна, Норіко (Кейко Кісі). Він закохується в неї і дівчина відповідає йому взаємністю. Але несподівано в Нагасакі приїжджає стара знайома П'єра — Франсуаза (Даніель Дар'є) — журналістка і письменниця, нібито для того, щоб написати книгу про Японію. Раніше П'єр і Франсуаза кохали одне одного, але зараз вони просто друзі. Так вважає П'єр, але Франсуаза, здається, так не думає. Вона неначе ходить за ним по п'ятах. Коли він від'їжджає в Осаку у справах, вона сідає на той же потяг, що й він. І вони разом проводять час в Осаці. Про це дізнається Норіко, вона вважає, що П'єр знову повернувся до Франсуази, і розриває з ним усі стосунки. П'єр шкодує про те, що сталося під час поїздки і не може змиритися з втратою Норіко.
На Нагасакі обрушується тайфун, спустошуючи місто. П'єр Марсак, який вважає, що зробив усе можливе, аби знайти та врятувати від катаклізму Норіко, все ж знаходить її загиблою від стихії. Він залишився один серед руїн. А Франсуаза занадто пізно зрозуміла, що по-справжньому кохає П'єра і вона повернулася до нього занадто пізно. Їхні дороги розходяться і Франсуаза повертається до Франції наодинці.

## У ролях
| • Даніель Дар'є | … | Франсуаза Фабр |
| • Жан Маре      | … | П'єр Марсак    |
| • Кейко Кісі    | … | Норіко Сакураї |
| • Герт Фрьобе   | … | Риттер         |
| • Со Ямамура    | … | Горі           |
| • Хітомі Нодзоє | … | Саеко Сакураї  |
| • Кумеко Урабі  | … | Фуджіта        |

## Знімальна група
- Автори сценарію — Ів Чампі, Дзендзо Мацуяма, Жан-Шарль Таккелла, Аннетт Вадеман (діалоги)
- Режисер-постановник — Ів Чампі
- Продюсери — Жак Бар, Куратаро Такамура
- Виконавчий продюсер — Раймон Фроман
- Оператор — Анрі Алекан
- Композитор — Тюдзі Кіносіта
- Монтаж — Роджер Двайр
- Художник-постановник — Робер Гі, Кісаку Іто
- Художник по костюмах — Жак Ейм
- Звук — Рене Саразін